# WTA German Open 1997
ПТА German Open 1997 — жіночий тенісний турнір, що проходив на відкритих кортах з ґрунтовим покриттям Rot-Weiss Tennis Club у Берліні (Німеччина). Належав до турнірів 1-ї категорії в рамках Туру WTA 1997. Відбувсь удвадцятьвосьме і тривав з 12 до 18 травня 1997 року. Десята сіяна Мері Джо Фернандес здобула титул в одиночному розряді.

## Фінальна частина

### Одиночний розряд
Мері Джо Фернандес —  Марі П'єрс 6–4, 6–2
- Для Фернандес це був 2-й титул за сезон і 25-й — за кар'єру.

### Парний розряд
Ліндсі Девенпорт /  Яна Новотна —  Джиджі Фернандес /  Наташа Звєрєва 6–2, 3–6, 6–2
- Для Девенпорт це був 7-й титул за сезон і 25-й — за кар'єру. Для Новотної це був 3-й титул за сезон і 79-й — за кар'єру.